# Río Nazca
Der Río Nazca ist ein 45 km langer linker Nebenfluss des Río Grande in der südlichen Pazifikregion von Peru, in der Provinz Nasca der Region Ica. Einschließlich Quellflüssen beträgt die Gesamtlänge 123 km.

## Flusslauf
Der Río Nazca entsteht 5 km westsüdwestlich der Provinzhauptstadt Nasca auf einer Höhe von etwa 505 m am Zusammenfluss von Río Ajas (rechts) und Río Tierra Blanca (links). Die Quellflüsse entspringen in einem Höhenzug der peruanischen Westkordillere in der Provinz Lucanas (Region Ayacucho). Der Río Nazca durchquert einen Teil der südperuanischen Küstenwüste, anfangs 25 km in westlicher Richtung. Er wird dabei von bewässerten Agrarflächen flankiert. Anschließend treffen die Flüsse Río Chiquimaran und Río Poroma von Süden kommend auf den Río Nazca. Dieser fließt nun in Richtung Nordnordwest. Auf seinen letzten 10 Kilometern wendet sich der Río Nazca allmählich nach Westen und mündet schließlich auf einer Höhe von ungefähr 145 m in den Río Grande.

## Quellflüsse
Der Río Tierra Blanca, im Oberlauf auch Río Tambo Quemado, ist der 75 km lange linke Quellfluss des Río Nazca. Sein Quellgebiet (⊙) liegt auf einer Höhe von etwa 4100 m. Er fließt anfangs 55 km in westsüdwestlicher Richtung. Bei Flusskilometer 40 passiert er das oberhalb des rechten Flussufers gelegene Distriktverwaltungszentrum Tambo Quemado. Im Unterlauf fließt der Río Tierra Blanca nach Westen. Etwa bei Flusskilometer 7 erreicht er die Stadt Nasca. Auf einem 3 km langen kanalisierten Abschnitt durchquert er das südliche Stadtgebiet von Nasca. Wenig später trifft er auf den weiter nördlich verlaufenden Río Ajas und vereinigt sich mit diesem zum Río Nazca.
Der Río Ajas ist der 78 km lange rechte Quellfluss des Río Nazca. Er entspringt (⊙) auf einer Höhe von ungefähr 4200 m. Er fließt anfangs 13 km nach Südwesten. Anschließend wendet er sich 7 km nach Westen, bevor er schließlich in Richtung Westsüdwest fließt. Bei Flusskilometer 41 befindet sich die Ortschaft Uchuymarca oberhalb des rechten Flussufers. Der Río Ajas fließt 6 km oberhalb des Zusammenflusses mit dem Río Tierra Blanca nördlich an der Stadt Nasca vorbei. Bei Flusskilometer 3,5 kreuzt die Nationalstraße 1S (Panamericana) den Flusslauf.

## Einzugsgebiet
Der Río Nazca entwässert ein Areal von etwa 4000 km². Der östliche Gebirgsteil gehört zur Provinz Lucanas. Der mittlere Teil erstreckt sich entlang den Ausläufern des Gebirges und gehört zur Provinz Nasca. Der östliche Teil erstreckt sich über die wüstenhafte Ebene der Provinz Nasca. Im Norden grenzt das Einzugsgebiet an das des Río Ingenio, im Osten an das des Río Acarí, im Süden an das des Río Santa Lucía sowie im Westen an das des abstrom gelegenen Río Grande.